# Nhạc Thăng Long
Nhạc Thăng Long (chữ Hán: 岳升龙, ? – 1712), người Thành Đô, Tứ Xuyên, tướng lãnh nhà Thanh trong lịch sử Trung Quốc.

## Cuộc đời và sự nghiệp
Thăng Long có tổ tịch ở phủ Lâm Thao, tỉnh Cam Túc , cuối đời xin nhập tịch vào phủ Thành Đô, tỉnh Tứ Xuyên.
Ban đầu Thăng Long nhập ngũ, được thụ chức Thiên tổng ở Vĩnh Thái doanh . Năm Khang Hi thứ 12 (1673), loạn Tam phiên nổ ra, Vĩnh Thái doanh Du kích Hứa Trung Thần nhận tráp của Ngô Tam Quế. Thăng Long sai sứ tố cáo với Cam Túc đề đốc Trương Dũng, bí mật tập hợp binh – dân, bắt Hứa Trung Thần mà giết đi. Năm thứ 14 (1675), Thăng Long theo Tây Ninh tổng binh Vương Tiến Bảo đánh Lan Châu, trèo lên thành đầu tiên nên bị thương, được thăng làm Trang Lãng thủ bị. Thăng Long tham gia đánh hạ Lâm Thao, bình định Quan Lũng, được gia hàm Đô đốc thiêm sự; dần được cất nhắc làm Thiên Tân tổng binh.
Năm thứ 35 (1696), Khang Hi đế thân chinh Cát Nhĩ Đan, Thăng Long đem 300 kỵ binh bảo vệ lương thảo. Đế mệnh cho Thăng Long cùng Mã Tiến Lương, Bạch Bân, đối với cấp bậc từ phó tướng trở xuống, ai dám sợ hãi lùi lại, thì cho phép chém trước báo sau. Chiến thắng Chiêu Mạc Đa, Thăng Long được thụ tước Tha sa lạt cáp phiên, cất nhắc làm Tứ Xuyên đề đốc.
Ban đầu, quan viên của Tây Tạng doanh vào cư trú ở Đả Tiến Lô , nhận lệnh tra xét biên giới; Tứ Xuyên tuần phủ Vu Dưỡng Chí đồng ý để doanh quan tự chủ việc buôn bán, nhưng không cho phép họ can dự vào công việc của chánh quyền địa phương. Như thế được vài năm, doanh quan Điệp Ba Xương Trắc Tập Liệt phát binh chiếm cứ các bảo ở phía đông Lô Hà; vì thế Thăng Long đem 500 người bảo vệ Hóa Lâm doanh. Vu Dưỡng Chí hặc Thăng Long tự ý phát binh, Thăng Long cũng bới móc lỗi lầm của ông ta. Triều đình xét án, kết tội Vu Dưỡng Chí đáng chém, nhưng Thăng Long cũng chịu đoạt quan. Điệp Ba Xương Trắc Tập Liệt giết Minh Chánh thổ tư Xà Chá Tra Ba , gây tổn thất quan binh; đề đốc Đường Hi Thuận đánh dẹp, triều đình mệnh cho Thăng Long tòng quân. Dẹp xong cuộc nổi dậy, Đường Hi Thuận lấy cớ có bệnh để giải nhiệm, triều đình cho Thăng Long tiếp tục thụ chức Đề đốc.
Năm thứ 49 (1710), Thăng Long xin hưu; lấy cớ mẹ già đã hơn 90 tuổi, xin nhập tịch Tứ Xuyên, triều đình đồng ý. Hai năm sau, Thăng Long mất. Năm Ung Chánh thứ 4 (1726), Thăng Long được truy thụy là Mẫn Túc.

## Gia đình
Cả gia đình của Thăng Long đều phục vụ trong quân ngũ. Em trai Nhạc Siêu Long được làm đến Hồ Quảng đề đốc; con trai của Thăng Long: Nhạc Chung Kỳ là danh tướng thời Ung Chánh – Càn Long; con trai của Siêu Long: Nhạc Chung Hoàng được làm đến Tứ Xuyên đề đốc.